# プラット・アンド・ホイットニー F119

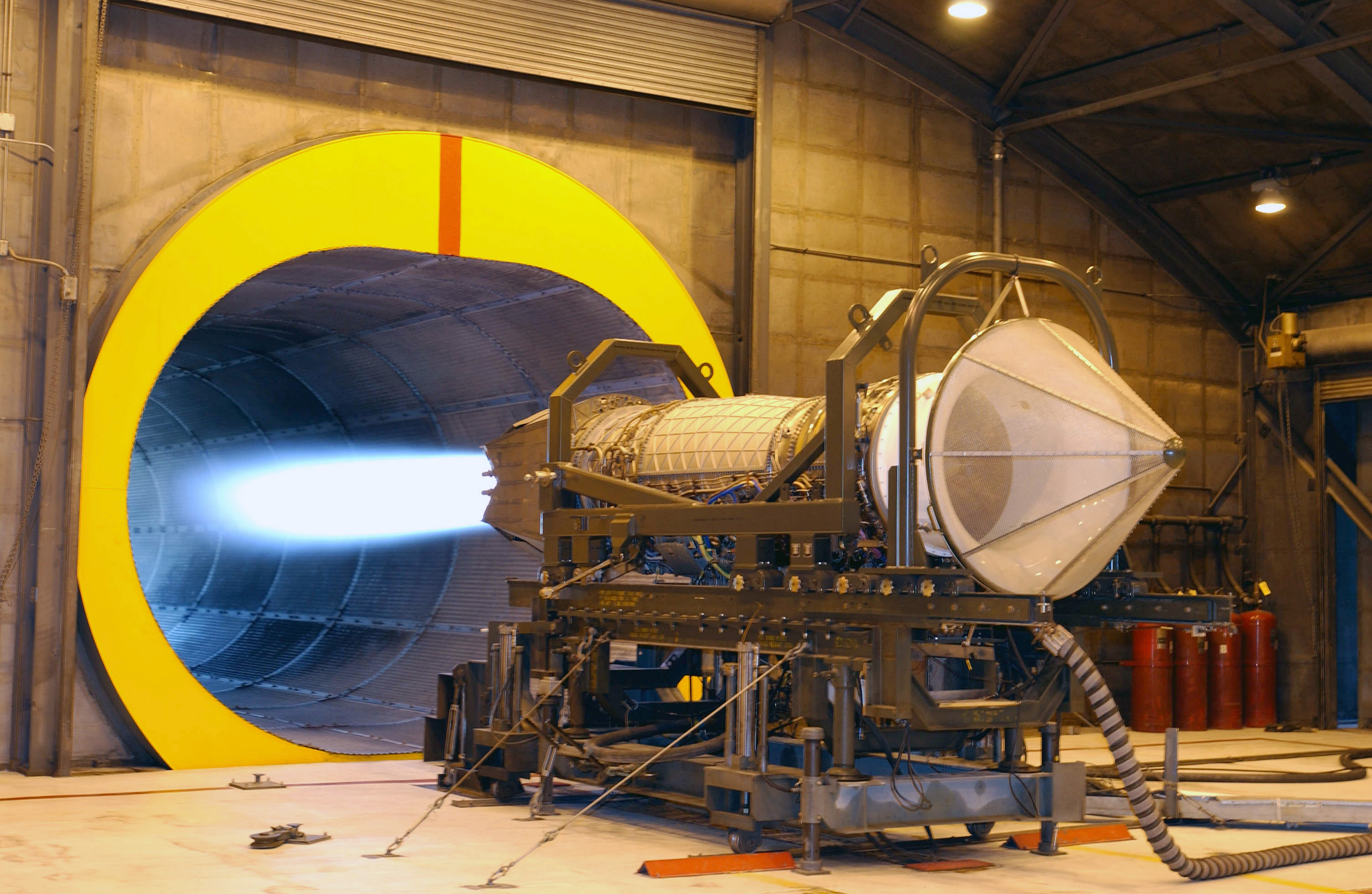
テスト中のF119エンジン

F119は、アメリカ合衆国の航空用エンジンメーカー、プラット・アンド・ホイットニーが開発したアフターバーナー付きのターボファンエンジンである。

## 構成
本エンジンの構成概略を前方から順に示す。
- 低圧ファン部:3段
- 高圧圧縮機部:6段
- アニュラ型燃焼器部
- 高圧タービン部:1段
- 低圧タービン部:1段
- 再燃装置部
- 推力偏向ノズル部

上記にケーシング類とFADECやAGBといった補機類が加わる。
高圧タービンブレード後のタービンノズルを省いて直後に逆向きに回転する低圧タービンブレードを配置している。つまりファンを含めて低圧部と高圧部は逆回転している。
高圧タービン部ではローター一体型の単結晶超合金製タービンブレードに、電子ビーム蒸着法によるセラミックスの遮熱コーティングを採用している。F-22では本エンジンのFADECがFCSと協調して働き、推力偏向ノズルを含めてエンジンと機体に関わる数百もの要素を自動的に調整する。
本エンジンのノズルはノズル面積の拡大・縮小が行えるだけでなく2次元推力偏向式であり上下に±20度可変となっている。

## F-22への採用
1980年代後半から1990年代初頭にかけてアメリカ空軍の先進戦術戦闘機（ATF）計画のために設計・開発されていた、YF120とYF119のうち採用されたYF119を基に開発された。
米国製のF-22 ラプターは、F119-PW-100を2基装備している。
F119はミリタリー推力が大きく、バイパス比が極めて小さいターボファン（特性としては純ジェットエンジン寄り）であり、これらがF-22に超音速巡航を可能としている。
またF119の派生型であり後にF135と改称されたJSF119は、西側諸国で共同開発されたF-35 ライトニングII用のエンジンとなっている。

## 主要目

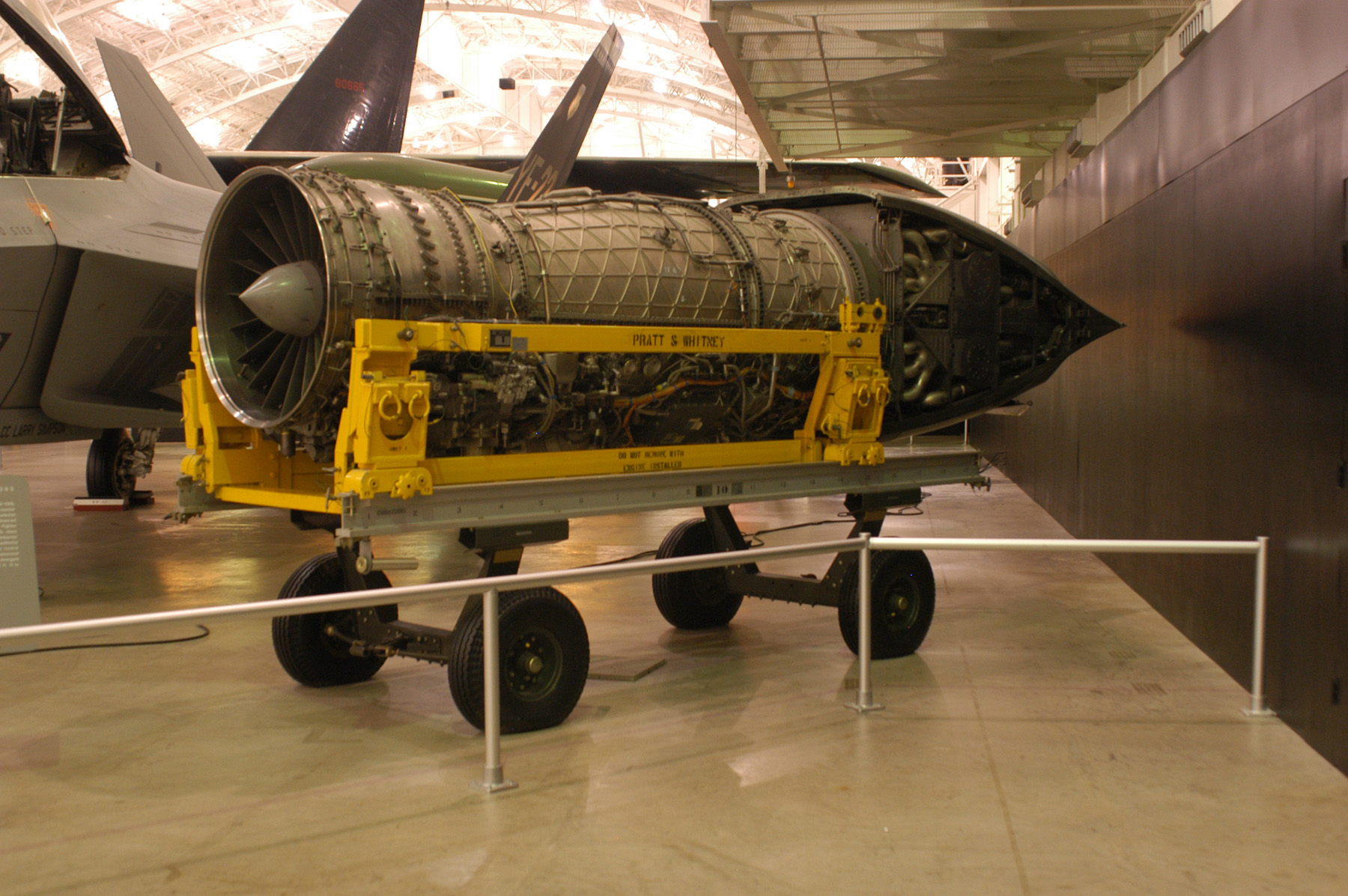
ファン

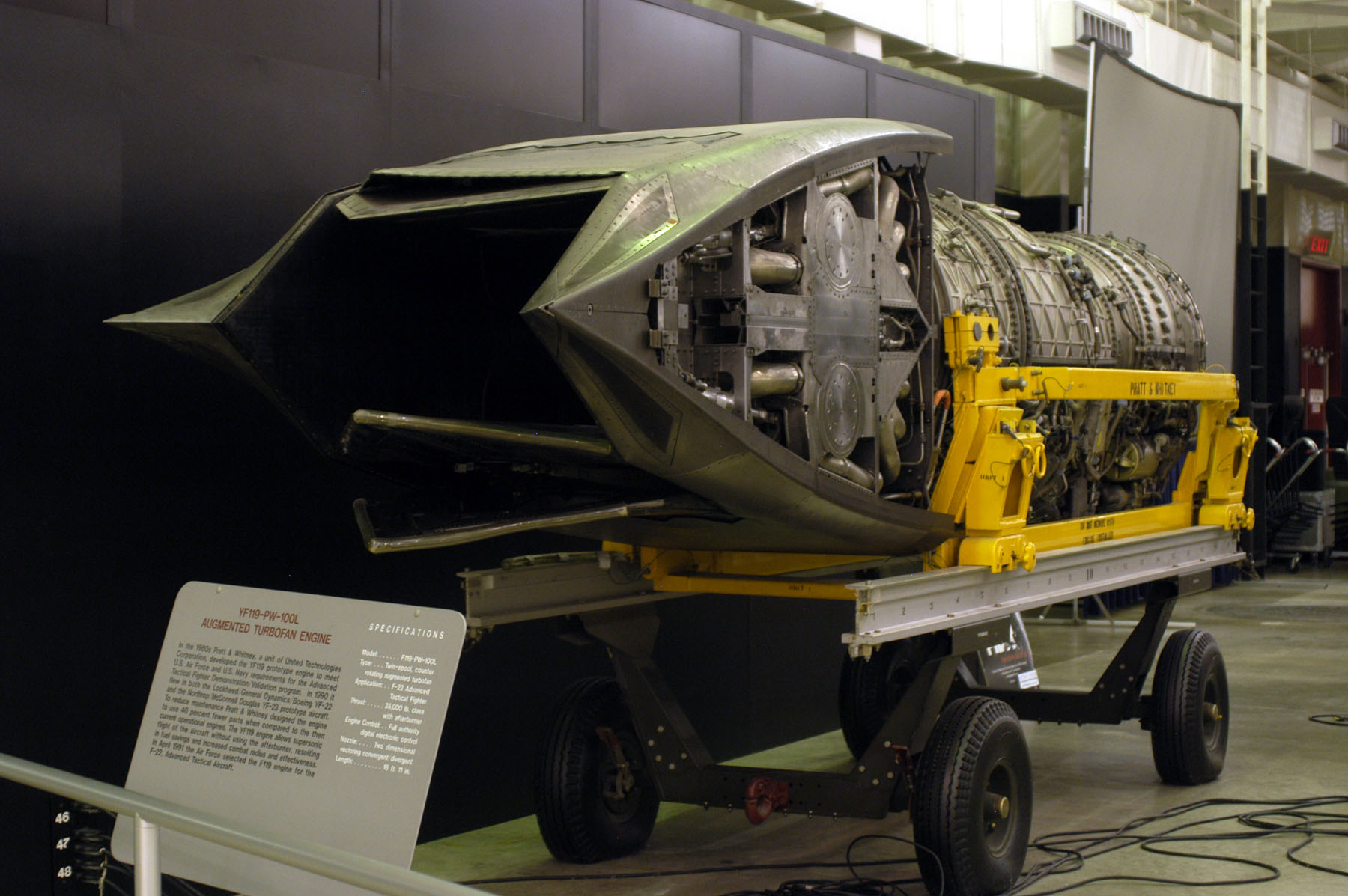
推力偏向ノズル

一般的特性
- 形式: ターボファン[3]
- 全長: 16フィート11インチ (5.16m)[4]
- 直径: 46 インチ (1.168 m)
- 乾燥重量: 3,900 ポンド (1770 kg)[5]

構成要素
- 圧縮機: 3段低圧 ・6段高圧軸流圧縮機
- 燃焼器: アニュラー型燃焼器
- タービン: 1段高圧・1段低圧タービン
- ノズル: 二次元推力偏向ノズル

性能
- 推力: 35,000 ポンド (156 kN) ( アフターバーナー使用時)[6]
- 推力重量比: 7.95（9:1）[5]